# Biòpsia estereotàctica
La biòpsia estereotàctica (sovint com biòpsia estereotàctica per punció amb agulla gruixuda) és un procediment de biòpsia que utilitza un ordinador i imatges realitzades en almenys dos plans per localitzar una lesió diana (com un tumor o microcalcificacions a la mama) en un espai tridimensional i guiar l'extracció de teixit. La biòpsia del estereotàctica fa servir el principi de paral·laxi per determinar la profunditat o "dimensió Z" de la lesió objectiu.
La biòpsia estereotàctica és àmpliament utilitzada pels radiòlegs especialitzats en imatges de mama per obtenir mostres de teixit que contenen microcalcificacions, que poden ser un signe primerenc de càncer de mama.